# Miami-Dade County
Miami-Dade County is een county in de Amerikaanse staat Florida. De county heeft een landoppervlakte van 5.040 km² en telt 2.701.767 inwoners (volkstelling 2020). De hoofdplaats is Miami.
Miami-Dade County is overwegend hispanic, en was in 2020 de dichtstbevolkte provincie met de meeste Spaanstalige inwoners van het land. De noordelijke, centrale en oostelijke delen van de county zijn sterk verstedelijkt met veel hoogbouw langs de kustlijn, waaronder Miami's Central Business District in Downtown Miami. Het zuiden van Miami-Dade County omvat het gebied Homestead, die de agrarische economie van de county vormt.
De county bevat ook delen van twee nationale parken. In het westen reikt de county tot in het Everglades National Park. Biscayne National Park ligt ten oosten van het vasteland in Biscayne Bay.

## Geschiedenis

### Oprichting
Dade County werd opgericht in 1836. Het werd vernoemd naar majoor Francis L. Dade, een soldaat die in 1835 tijdens de Seminole-oorlogen sneuvelde. De naam werd op 22 juli 1997 veranderd in Miami-Dade County na een daarover gehouden referendum.

### Orkanen
De county was het slachtoffer van de op één na duurste natuurramp in de Amerikaanse geschiedenis toen op 24 augustus 1992 orkaan Andrew de county trof en 25 miljard dollar schade aan eigendommen veroorzaakte.

### Naamsverandering
Op 13 november 1997 veranderden kiezers de naam van de county in Miami-Dade om de internationale naamsbekendheid van Miami te erkennen. De naamswijziging pakte een bron van publieke ontevredenheid aan met de naam "Dade", die was gekozen om Francis L. Dade te eren, die in de jaren 1830 was gedood in een slag. Het bloedbad vond niet plaats in Zuid-Florida, maar in het westelijke centrale deel van de staat, in het huidige Sumter County. Er bestaat ook een Dade City, dat dichter bij de plaats van het bloedbad ligt.
In april 2021 trok rechter Ron Austy de geldigheid van het referendum in, waarmee na 23 jaar de naamswijziging ongeldig werd verklaard. In afwachting van eventuele hoger beroepen en andere juridische stappen bleef de naam Miami-Dade County echter vooralsnog bestaan.

## Geografie

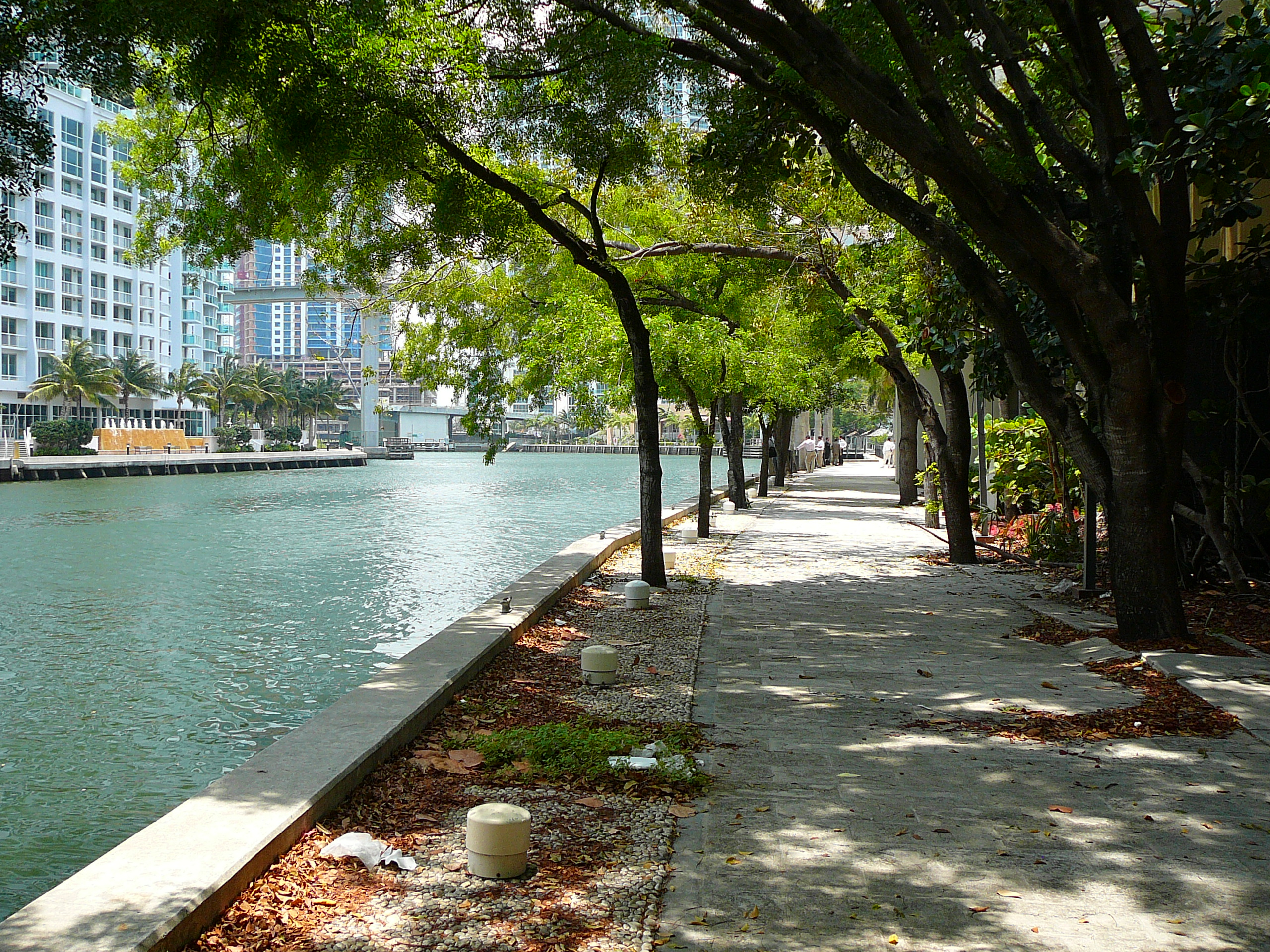
Rivier de Miami in Downtown Miami in 2008

Volgens het U.S. Census Bureau heeft de county een oppervlakte van 6.300 km², waarvan 4.920 km² land is en 1.380 km² water. Het is de derde grootste county in Florida qua landoppervlakte en de tweede grootste qua totale oppervlakte. Het meeste water bevindt zich in de Biscayne Bay, met een ander aanzienlijk deel in de aangrenzende Atlantische Oceaan.
Miami-Dade County ligt slechts ongeveer 1,8 m boven de zeespiegel. Het is in geologisch opzicht vrij nieuw. Miami-Dade behoort tot de laatste gebieden van Florida die zijn ontstaan en bevolkt met flora en fauna, voornamelijk in het Pleistoceen.
De baai wordt van de Atlantische Oceaan gescheiden door vele barrière eilanden langs de kust. De stad Miami Beach is op deze eilanden gebouwd. De eilandengroep van de Florida Keys, die zich in een boog naar het zuid-zuidwesten uitstrekt, is alleen toegankelijk via Miami-Dade County, hoewel de meeste van de Keys deel uitmaken van het naburige Monroe County. Miami ligt vijfenzestig mijl van West Palm Beach, en dertig mijl van Fort Lauderdale.

### Nabijgelegen counties
- Broward County in het noorden
- Monroe County in het zuidwesten
- Collier County in het noordwesten

### Nationale parken
- Big Cypress National Preserve
- Biscayne National Park
- Everglades National Park

## Demografie
| Etniciteit                            | Aantal    | Percentage (2020) |
| ------------------------------------- | --------- | ----------------- |
| Blank (NH)                            | 383.551   | 13,38%            |
| Zwart of Afro-Amerikaans (NH)         | 425.650   | 14,02%            |
| Native American of Alaska Native (NH) | 2.014     | 0,06%             |
| Aziatisch (NH)                        | 35.841    | 1,54%             |
| Pacifische eilandbewoner (NH)         | 468       | 0,01%             |
| Anders (NH)                           | 4.953     | 0,54%             |
| Gemengd (NH)                          | 20.099    | 1,71%             |
| Hispanic of latino                    | 1.623.859 | 68,73%            |
| Totaal                                | 2.496.435 | 100%              |

Tijdens de Amerikaanse volkstelling van 2020 woonden er 2.701.767 mensen, 912.805 huishoudens en 633.834 gezinnen in Miami-Dade County.

## Stedenbanden
- Asunción, Paraguay
- Veracruz, Mexico
- Tenerife, Spanje[4]
- Iquique, Chili
- São Paulo, Brazilië
- Asti, Italië
- Barranquilla, Colombia
- Perreira, Colombia
- Lamentin, Frankrijk
- Mendoza, Argentinië
- San José, Costa Rica
- Pucallpa, Peru
- Maturín, Venezuela

## Trivia
- Miami-Dade County is de plek waar Al Capone overleden is (specifiek in de buurt Palm Island van de stad Miami Beach).

## Referenties

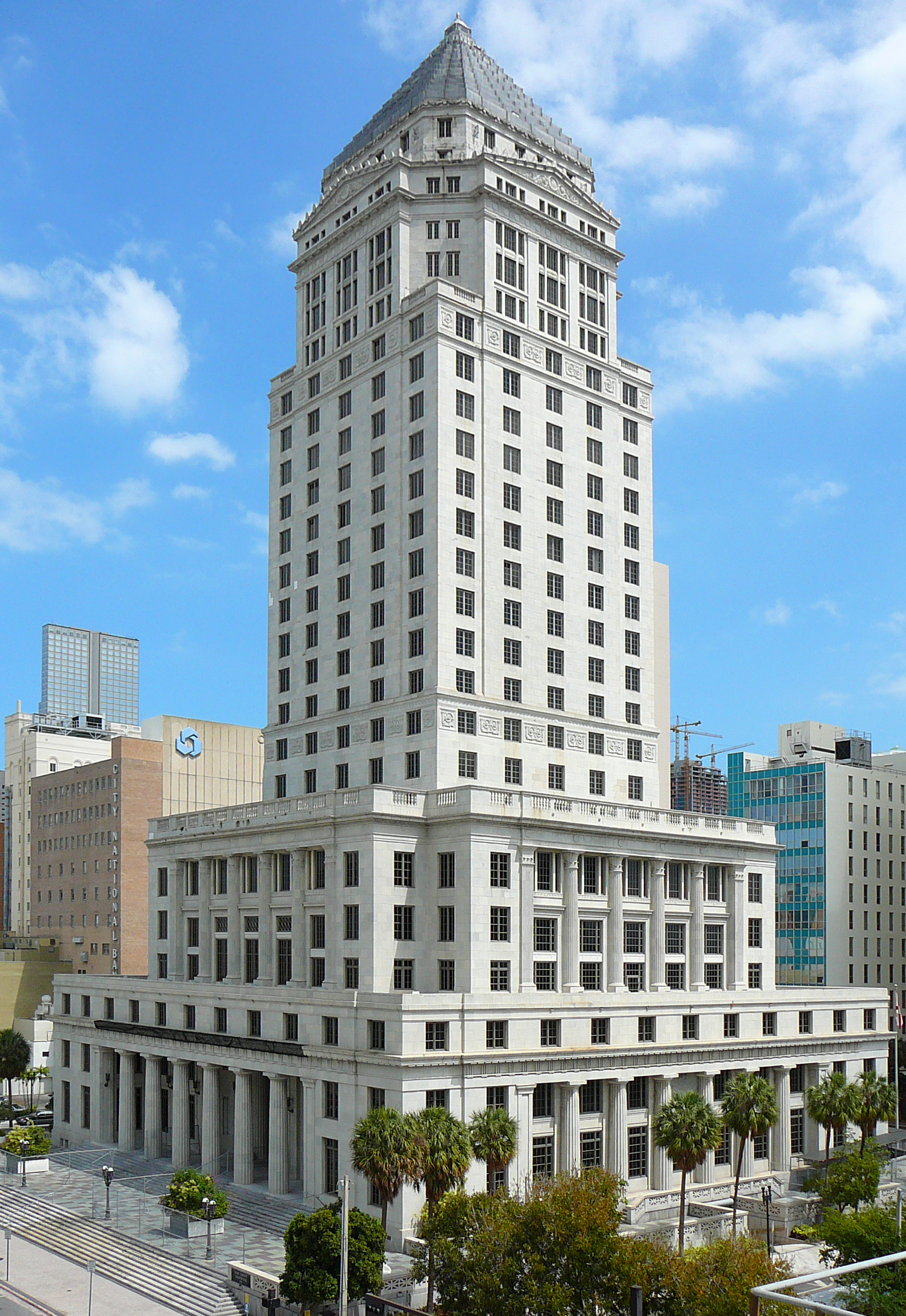
Miami-Dade County Courthouse